# Elisabethstraße (Düsseldorf)
Die Elisabethstraße ist eine Straße  in Düsseldorf. Sie geht im Süden ab, vor der Carlstadt, auf und vor dem Glacis der ehemaligen barocken Befestigungsanlagen. Diese wurden ab 1832 in axialer Verlängerung der Kasernenstraße zur Stadterweiterung angelegt.
Als Einbahnstraße verfügt sie über eine breite, überwiegend zweispurige und verkehrsreiche Fahrbahn mit zusätzlicher Fahrradspur und mit Abbiegespuren in den Kreuzungsbereichen. Der Verkehr fließt von Nord nach Süd und die Straße verbindet das Gebiet der alten Kernstadt mit den südlichen Stadtgebieten. Die gesamte Straße liegt im östlichen Bereich von Unterbilk.

## Name und Lage
Die Elisabethstraße beginnt am Graf-Adolf-Platz und endet an der Bachstraße vor den Düsseldorf Arcaden und dem südlichen Ende des U-Bahntunnels der Wehrhahn-Linie. Zu Beginn, in der Verlängerung der Kasernenstraße bis zur Kreuzung mit Herzogstraße und Reichsstraße, ist sie auf ihrer Westseite nicht bebaut. Hier liegt ein Park, in dem von Norden nach Süden Schwanenspiegel, Kaiserteich und Ständehaus in einen Englischen Landschaftsgarten eingebettet sind, der nördlich der Haroldstraße durch den Park am Spee’schen Graben fortgesetzt wird. Zwischen Fürstenwall und Kirchfeldstraße liegt der Kirchplatz auf der Ostseite der Straße. Der Name der Straße wurde mit einem königlichen Erlass vom 22. Mai 1852 vorgegeben. Als Parallelstraße zur Friedrichstraße, die nach Friedrich Wilhelm IV. benannt ist, verweist der Straßenname auf dessen Gemahlin, die Königin Elisabeth.

## Geschichte

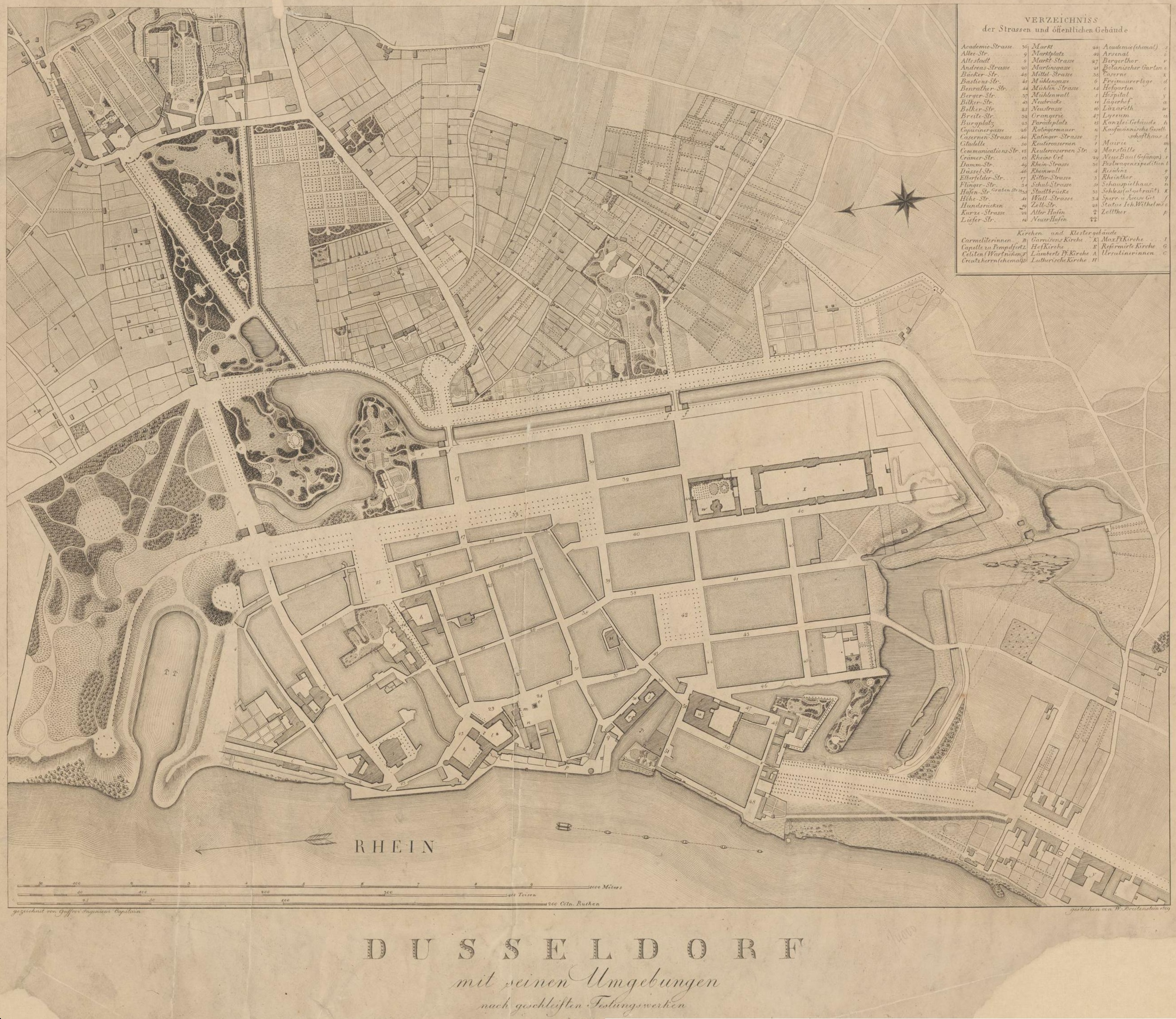
Düsseldorf mit seinen Umgebungen, Stadtplan von 1809 mit Darstellung der Gewässer und Ödlandbereiche auf der südlichen Stadtseite (im Plan rechts)

### Bis 1945
Bis Anfang der 1830er Jahre war das Gebiet südlich der Kasernenstraße ein ödes, sumpfiges und wasserreiches Gebiet, das bei der Niederlegung der Bastion „St. Paulus“ mit der zugehörigen Kontergarde und den umgebenden Schutzgewässern entstanden war. Einige Teile der ehemaligen Schutzgewässer, wie zum Beispiel der damalige, im Bereich der aktuellen Elisabethstraße gelegene, längliche Cameralweiher, war nicht mit Schutt aufgefüllt worden. Von 1819 bis 1835 entwickelte Maximilian Friedrich Weyhe in Abstimmung mit Adolph von Vagedes ein Konzept zur Umgestaltung dieses Bereichs einschließlich seiner Gewässer in einen Englischen Landschaftsgarten, der Teil eines die Stadt umgebenden Rings von Grünanlagen wurde.

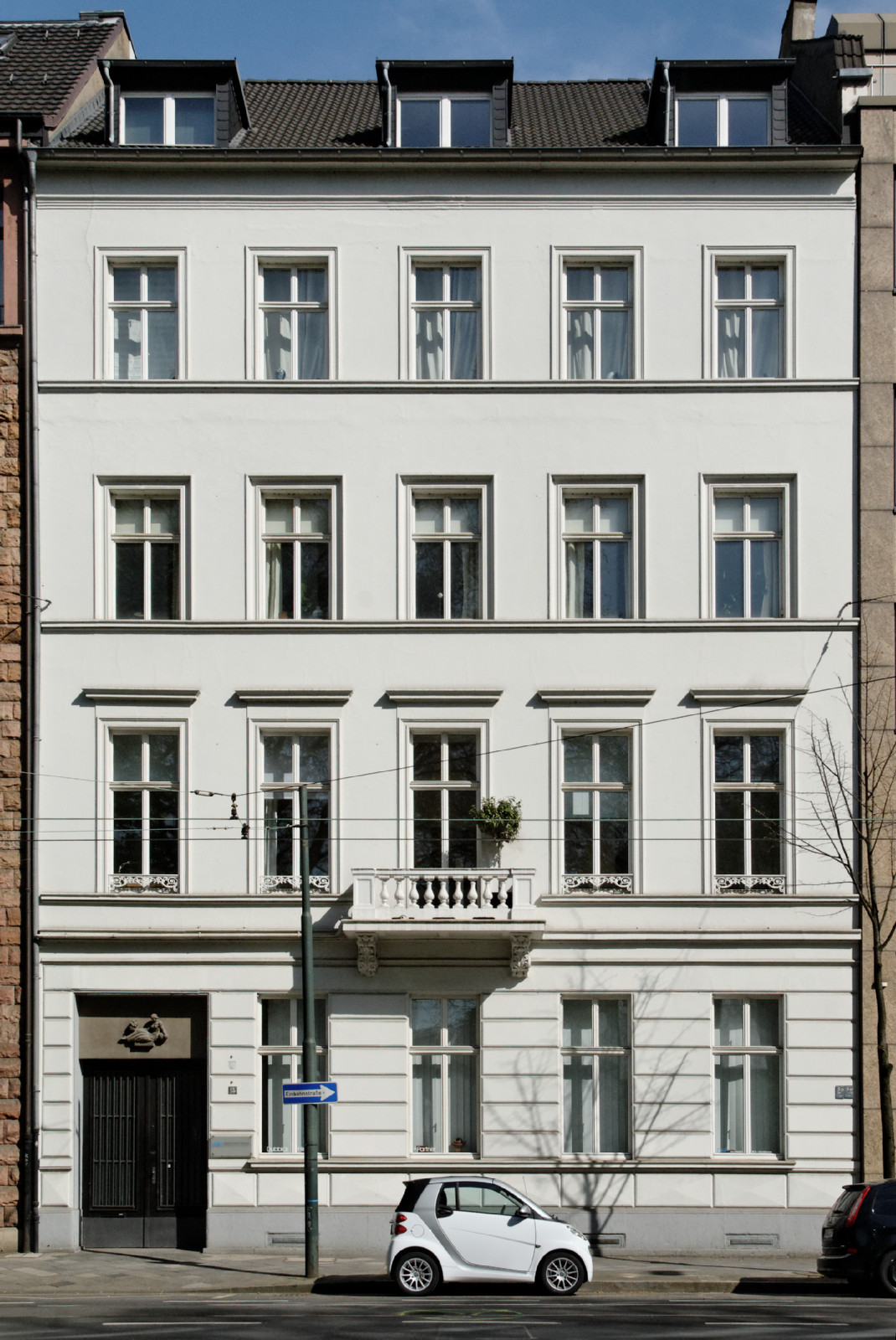
Haus Elisabethstraße 15 von Westen

Am 4. Juni 1831 gestattete die preußische Regierung in Berlin per Kabinetts-Order den Umbau der gesamten noch bestehenden Ödbereiche, von denen die alte Kernstadt umgeben war. Die Genehmigung, auf deren Grundlage sich die städtebauliche Entwicklung von Bereichen in den heutigen Stadtteilen Stadtmitte und Friedrichstadt vollzog, betraf auch den heute zu Unterbilk gehörenden Stadtbereich am Cameralweiher bis hin zum Rhein. Der Durchgang von der Kasernenstraße zu den Gebieten im Süden wurde geöffnet und durch Anlegung eines Dammes ab 1832 die Elisabethstraße angelegt. Bis Mitte der 1850er Jahre war für die Verbindung der südlichen Düssel zwischen Stadtgraben an der Königsallee und dem Schwanenspiegel noch ein offener Graben vorhanden. Für die südliche Verlängerung der Kasernenstraße zur neuen Elisabethstraße musste dieser Graben überbrückt werden. Die vollständige Überwölbung dieser Düssel-Verbindung und Verlegung in den Untergrund ab dem Ende des Stadtgrabens an der Königsallee erfolgte 1856.

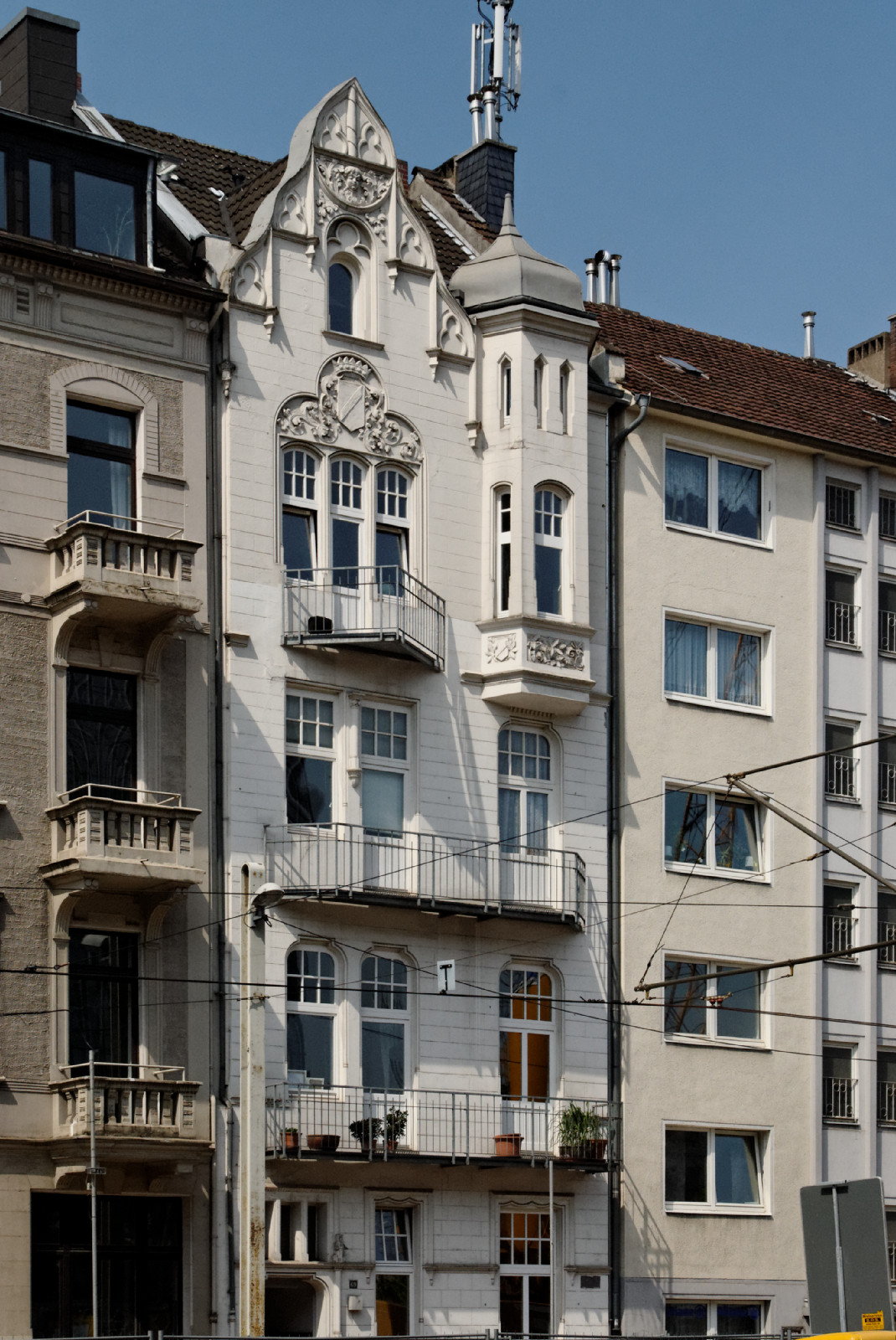
Haus Elisabethstraße 69 von Südosten

Außer der Elisabethstraße wurden zeitnah auch Schwanenspiegel und Kaiserteich um 1840 mit den umgebenden Parkstreifen erstellt. Von diesen Parkbereichen wurde die gesamte Westseite der Straße zwischen ihrem Beginn an der Haroldstraße und der Krautstraße begrenzt. Letztere wurde erst zu Beginn der 1870er Jahre in Reichsstraße umbenannt. Mit Häusern bebaut wurde in diesem nördlichen Bereich von der Elisabethstraße nur die Ostseite.
Bis zur offiziellen Namensvorgabe 1852 wurde die neue Straße als „verlängerte Kasernenstraße“ bezeichnet. Ein erstes Haus an der Elisabethstraße war 1842/43 mit einem Eigentümer Stephan Wefeld und der Lagebezeichnung „An der Kieskuhle 137“ belegbar. In einem Adressbuch von 1850 wird dann für dieses Haus die Adresse „verlängerte Kasernenstraße 137“ angegeben.

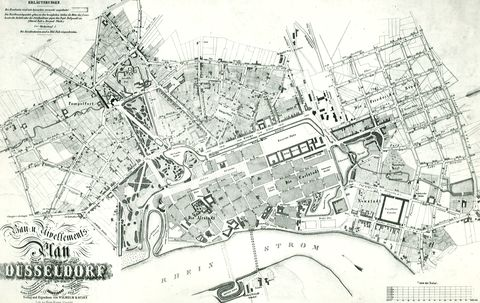
Stadterweiterungsplan 1854

Durch den Stadterweiterungsplan von 1854 wurden Bau- bzw. Fluchtlinien für eine geschlossene Bauweise vorgegeben. Auf dieser Grundlage war bis 1859 lediglich der Bereich zwischen Turmstraße und Herzogstraße mit den Häusern Nr. 1 bis 26 komplett bebaut. Unter den Hausnummern 15 und 17 waren sogar nur Stallungen vorhanden. Südlich der Kreuzung mit Krautstraße und Herzogstraße lagen bis zur Bilker Allee vor der Kreuzung mit dem Fürstenwall, zu dieser Zeit noch Fürstenwallstraße genannt, nur einige wenige Häuser. Ebenfalls war der Ausbau von Fürstenwall und Kirchfeldstraße zu befestigten Straßen im Bereich der Elisabethstraße noch nicht erfolgt. Dieser Ausbau erfolgte erst ab Ende der 1870er Jahre. In dieser Zeit entstanden die ersten als Mehrfamilienhäuser errichteten Mietshäuser an der südlichen Elisabethstraße.
Für den Ausbau der Elisabethstraße sind folgende Arbeiten mit ihren Terminen nachweisbar:
- Der Ausbau der Elisabethstraße südlich der Kreuzung mit der Kirchfeldstraße erfolgte nach 1875.[12]
- Die Anlegung von gepflasterten Wasserrinnen wurde 1878/79 durchgeführt.[13]
- 1879/80 wurden im südlichen Bereich der Straße 55 Ahornbäume angepflanzt.[14]
- Der Ausbau der Straße mit einer Schwemm-Kanalisation geschah 1880/81.[15]
- 1883 wurde eine Bepflanzung des Kirchplatzes mit Kastanienbäumen durchgeführt.[16]
- 1883 Anlegung eines Kanals für Sanitärabwässer zwischen Kasernenstraße durch die Elisabethstraße bis zum Fürstenwall.[17]
- 1891 wurden an der nordwestlichen Straßenseite Arbeiten an der Böschung des Uferbereichs vom Schwanenspiegel durchgeführt und in diesem Bereich zusätzliche Baumbepflanzungen vorgenommen. Zur gleichen Zeit erfolgte auch eine Umgestaltung des Kirchplatzes.[18]

Ab 1880 war die Bebauung zwischen Fürstenwall und Bilker Allee weitgehend erfolgt. Die Westseite bis zur Reichsstraße sowie die Ostseite zwischen Fürstenwall und Kirchfeldstraße waren wie auch aktuell nicht bebaut. Die Nutzung beschränkte sich zu dieser Zeit weitgehend auf Wohn- und Miethäuser. 1890 waren lediglich in den Gebäuden Nr. 2 und 53a Kolonialwarenläden, in Nr. 12 eine gewerbliche Nutzung, in Nr. 21 eine Metallwarenhandlung, in Nr. 49 eine Bier- und Fouragehandlung und in Nr. 115 ein Händler mit Kohlelager nachweisbar. Am südlichen Ende der Elisabethstraße an der Bilker Allee war, wie aus einem Stadtplan von 1887 ersichtlich ist, zwischen Kronenstraße und Friedrichstraße ein Gewerbegebiet mit Eisengießereien entstanden.

Elisabethstraße 12
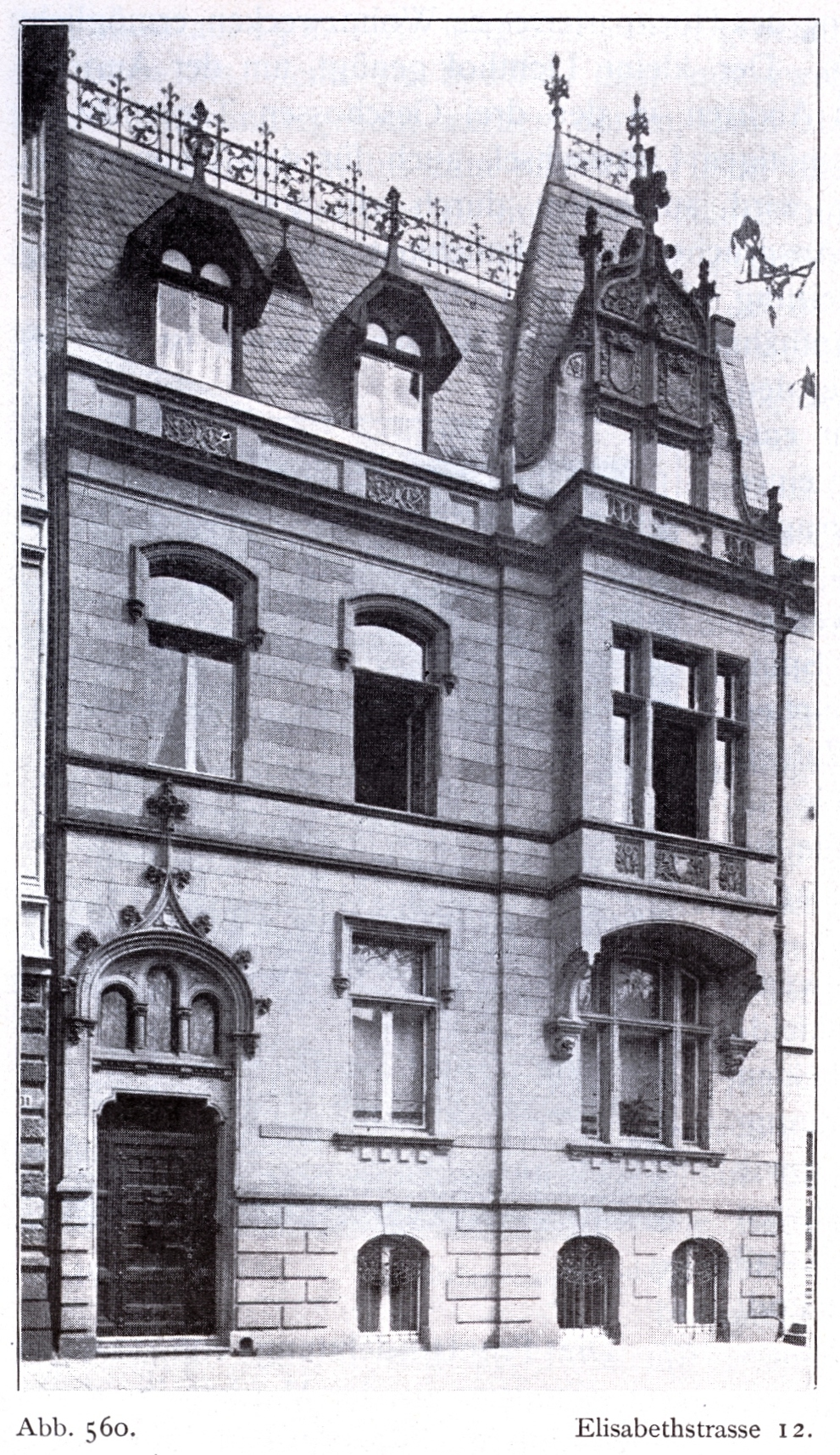
Um 1900 vor der Erweiterung von 1907
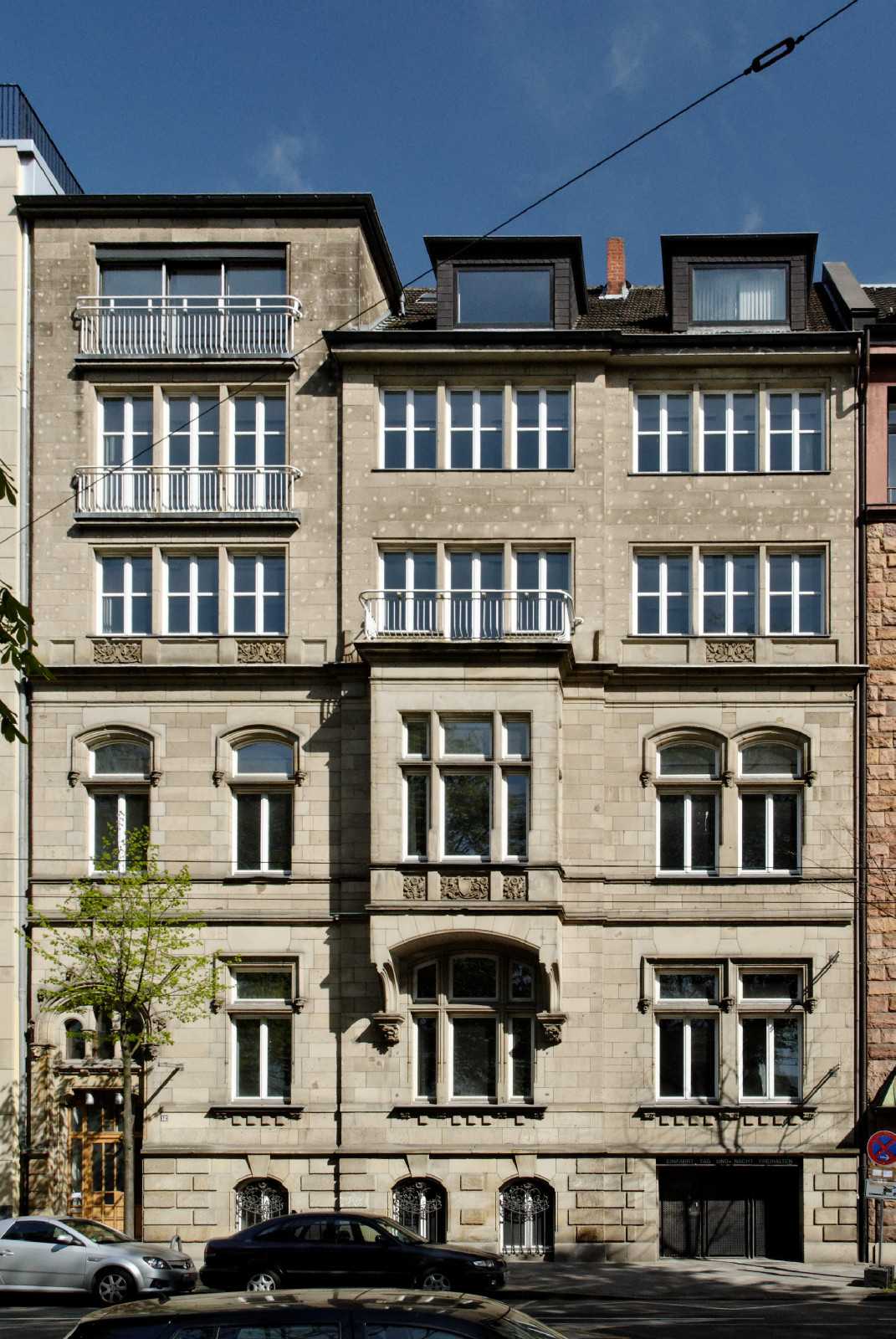
Im Jahr 2011

Ein Hinweis auf den zu dieser Zeit gehobenen Wohnstandard der Häuser besonders im nördlichen Bereich der Elisabethstraße war der Kauf des Gebäudes Nr. 11. Auf dem 38. Provinziallandtag der Rheinprovinz von 1894 wurde der Kauf dieses Hauses als neuer Wohnsitz für den Landesdirektor Wilhelm Klein beschlossen. Der Kauf des Nebenhauses Nr. 10 folgte 1904, weil dessen bisherige Nutzung als Hauderei zu Belästigungen geführt hatte. Beispielsweise war 1903 in den zugehörigen Ställen ein Brand aufgetreten. Der Beschluss für den Kauf erfolgte auf dem 43. Rheinischen Provinziallandtag von 1903. Nach dem Kauf war ab 1904 im Haus Nr. 10 ein Büro für den Provinzialverein eröffnet worden.
Von der Errichtung von Verwaltungsgebäuden und Banken war die Elisabethstraße um 1900 noch nicht betroffen. Durch den Bau der neogotischen Hallenkirche St. Peter mit ihrem 80 Meter hohen Nordturm erhielt die Straße im Jahr 1898 am Kirchplatz eine das gesamte Stadtviertel überragende städtebauliche Landmarke. Überwiegend war sie damals als Wohngebiet bebaut. Allerdings wurden viele der ersten Wohnhäuser, die eine niedrige Höhe und Grundstücksausnutzung aufwiesen, um die Jahrhundertwende durch mehrgeschossige, urbane Etagenhäuser ersetzt. 1910 waren bis zum Fürstenwall zusätzlich in den Gebäuden Nr. 5 und 9 lediglich zehn Büros entstanden, wobei die beiden Letzteren der Provinzialverwaltung zuzurechnen waren. Weiterhin war, außer den beiden Kolonialwarenläden in den Gebäuden Nr. 2 und 37, in Haus Nr. 15 ein Laden für Düngemittel und in Haus Nr. 32 eine Kunsthandlung vorhanden. In Haus Nr. 31 hatte noch das Weinlokal „Favorit“ und in Haus Nr. 39 eine Privatklinik eröffnet.
Auch nach dem Ersten Weltkrieg kam es hinsichtlich der Struktur der Straße zu keiner wesentlichen Änderung. Bebauung und Nutzung entsprachen weiterhin einem Wohngebiet. 1939 lag in Haus Nr. 5 unverändert eine Bäckerei, lediglich in den Häusern Nr. 9 bis 11 hatte nun die Provinzial-Lebensversicherungsanstalt der Rheinprovinz eine Niederlassung, und in Nr. 31 war das Wein- und Bierrestaurant noch vorhanden. Weiterhin endete die Elisabethstraße unverändert bis nach 1945 an der Bilker Allee.

### Ab 1945

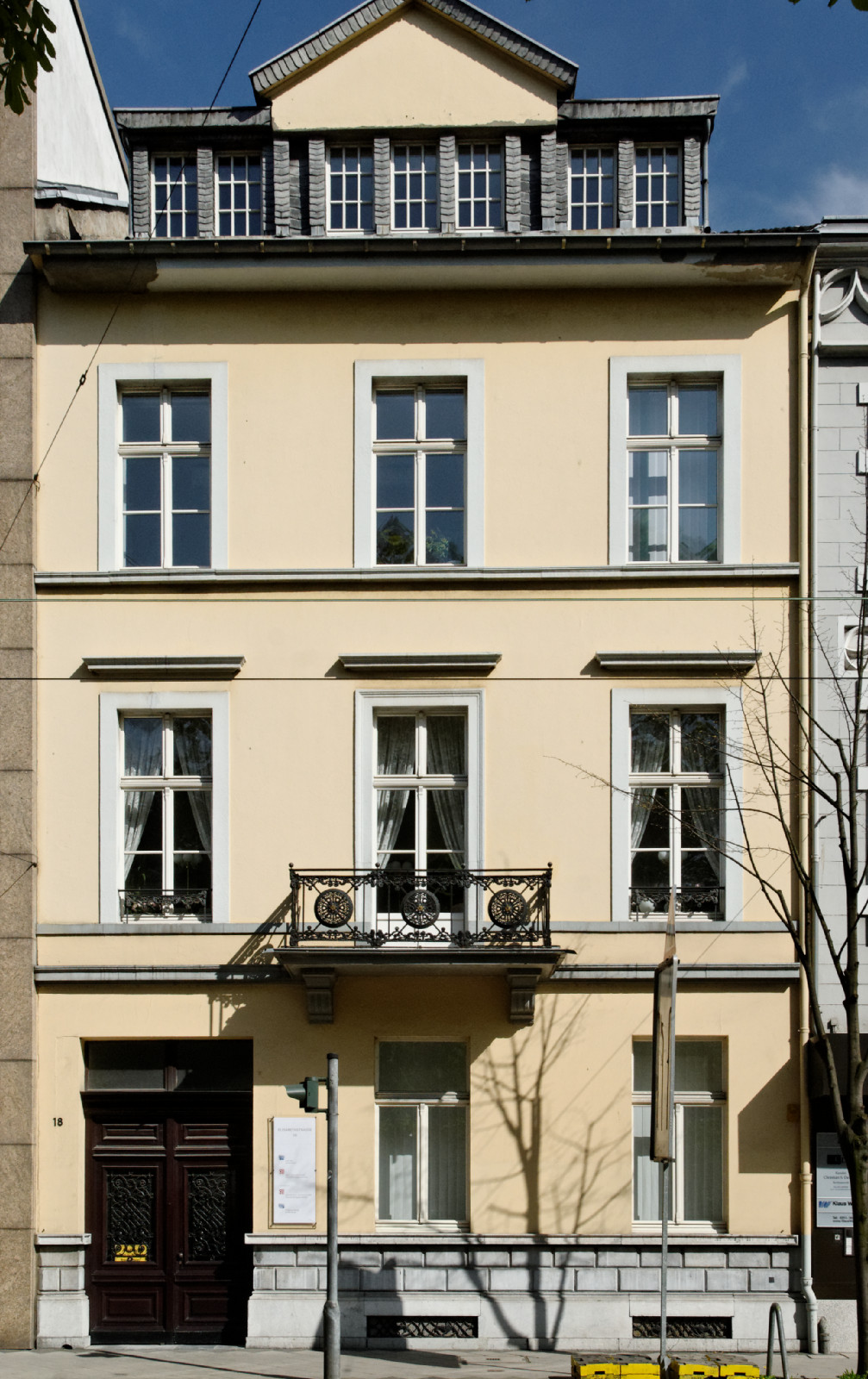
Haus Elisabethstraße 18 von Westen

Wie aus einem Stadtplan von 1949 ersichtlich, waren, wie im gesamten Zentrum von Düsseldorf, auch auf der Elisabethstraße fast alle Gebäude im Zweiten Weltkrieg entweder weitgehend zerstört oder stark beschädigt worden. Ab Mitte der 1950er Jahre waren die meisten dieser beschädigten Gebäude wieder benutzbar. Unverändert überwog auch 1955 die Nutzung als Wohnimmobilie, wenn auch zusätzliche Geschäfte und Büros entstanden waren. Beispielsweise sind nachweisbar: ein Glas- und Porzellangeschäft in Nr. 32, eine Bäckerei in Nr. 74, ein Verkaufslager in Nr. 79 und in Nr. 99 ein Türgroßhandel. Als Regierungssitz in der Nähe des von 1949 bis 1988 im Ständehaus residierenden Landtags Nordrhein-Westfalen wurden die Gebäude Nr. 5 bis 11 von den Ministerpräsidenten Karl Arnold, Fritz Steinhoff und Franz Meyers des 1946 gegründeten Landes Nordrhein-Westfalen zwischen 1953 und 1961 genutzt. Die Häuser Nr. 39/41 dienten diversen Firmenniederlassungen und Nr. 40 einer Maschinenfabrik als Bürostandort. In Nr. 52 war das Hotel „Westfälischer Hof“ eröffnet worden. Weiterhin endete die Elisabethstraße an der Bilker Allee.
Wie aus den Stadtplänen 1949 und 1959 ersichtlich, wurden die Verkehrsführung und die Lage der Straßenbahnlinien zwischen Graf-Adolf-Platz und der Straßenunterführung Bilker Bahnhof in den 1950er Jahren geändert. Bisher lagen die Gleise sowohl für die Fahrtrichtung Nord-Süd wie auch für die Gegenrichtung Süd-Nord auf der Friedrichstraße. Zur Anpassung an den stark zunehmenden Autoverkehr wurden sowohl die Friedrichstraße als auch die Elisabethstraße zu Einbahnstraßen umgebaut. Für den Nord-Süd-Verkehr wurden entsprechend neue Gleise auf der Elisabethstraße verlegt und auch auf Letzterer der Straßenbahnverkehr aufgenommen.
Die Verlängerung der Elisabethstraße bis zur Bachstraße und darüber hinaus mit Verbindung zur Friedrichstraße erfolgte ebenfalls bei diesen Änderungen in den 1950er Jahren. In einem historischen Stadtplan von 1959 ist diese Verlängerung der Elisabethstraße eingezeichnet. Mit der Realisierung der Düsseldorfer Arcaden Anfang der 2000er Jahre wurde das Ende der Elisabethstraße bis zur Bachstraße zurückgenommen, und der südliche Straßenbereich bis zur Bahnunterführung östlich vor dem Gelände der Arcaden gehört wieder zur Friedrichstraße.
Ab etwa Mitte der 1960er Jahre begann eine erste Phase mit größeren Um- und Neubauprojekten im nördlichen Bereich von Düsseldorf-Unterbilk. Mit dem Bau der Kniebrücke von 1965 bis 1969 als weitere Rheinbrücke musste für den Bau der rechtsrheinischen Zuführungsrampe der Bereich zwischen Elisabethstraße und Rhein völlig umstrukturiert werden. Dies betraf auch den südöstlichen Bereich der Parkanlage am Ständehaus. Hier musste der Kreuzungsbereich Elisabethstraße/Reichsstraße deutlich verbreitert werden. Der westliche Gebäudebereich mit den Häusern Elisabethstraße Nr. 27 bis 37 wurde durch einen Büroneubau, postalisch Nr. 37, für die Zentrale der WestLB ersetzt. Zur gleichen Zeit wurden die westlichen Häuser Nr. 55 bis 65 nach der Kreuzung mit der Straße Fürstenwall ebenfalls durch einen neuen weiteren Bürokomplex der WestLB ersetzt, postalisch die Nr. 65.

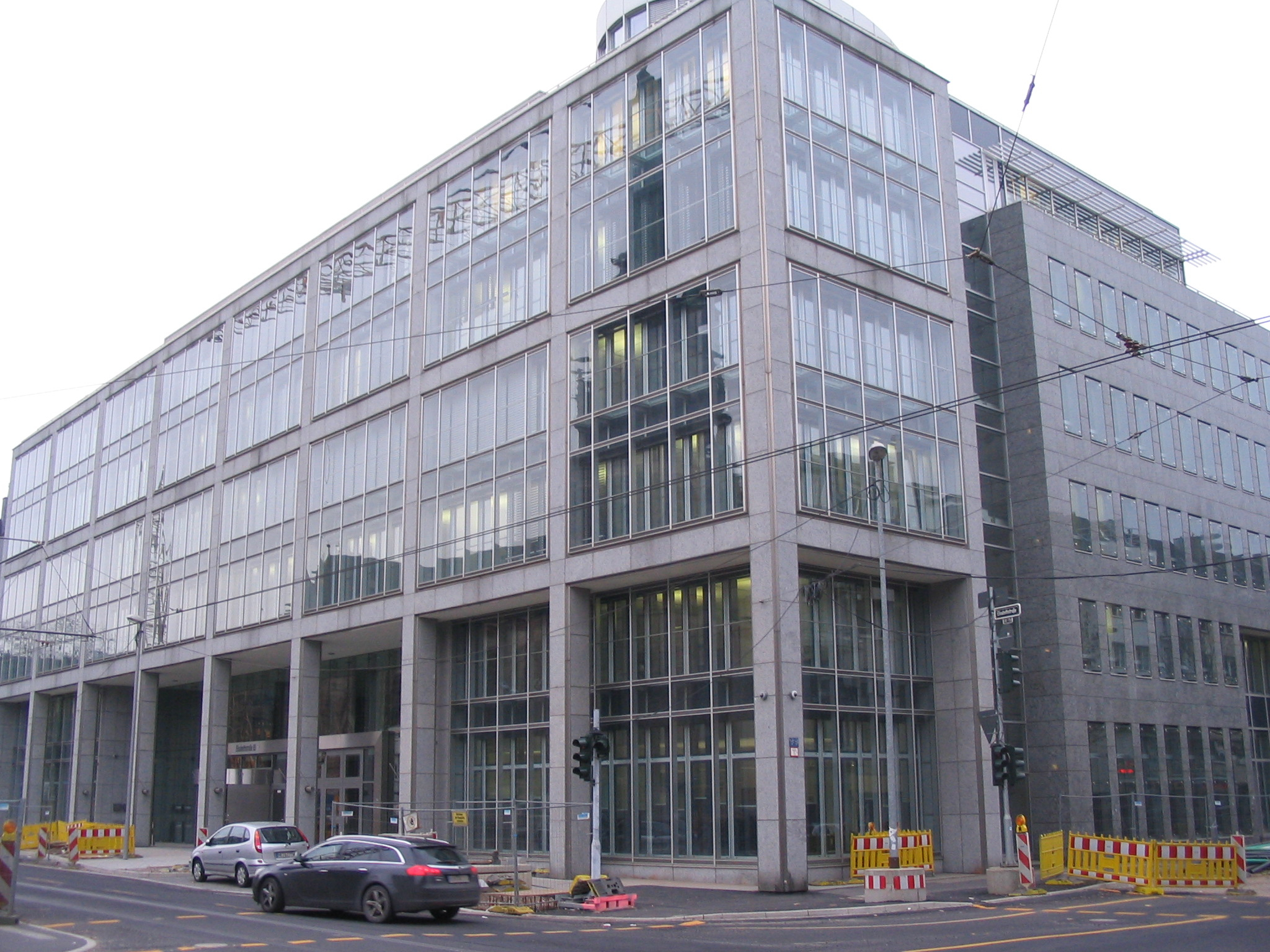
Elisabethstraße 65 (2012)

Ab etwa 2000 begann wie im ganzen Zentrum von Düsseldorf auch auf der Elisabethstraße eine neue Bauphase, bei der alte Gebäude umgebaut oder abgerissen und durch Neubauten ersetzt wurden. Bereits vor der Umwandlung der WestLB Anfang der 2000er Jahre wurde der Bürokomplex Nr. 65 ab 1999 umgebaut und architektonisch der umgebenden Bebauung angepasst. Die seinerzeit von Norbert Kricke erstellte Wasserskulptur blieb dabei weiterhin in das Gebäude integriert.
Ein weiterer Bürokomplex, die alte WestLB-Zentrale Elisabethstraße 35, wurde mit dem Bau der „Herzogterrassen“ (WestLB Hauptverwaltung Düsseldorf, Harald Deilmann, 1982) als Hauptsitz nicht mehr benötigt. Der Komplex wurde deshalb 1997 an einen irischen Finanzinvestor verkauft. Dieser plante, die alte WestLB-Zentrale durch ein Hotel und einen modernen Bürobau zu ersetzen. Diese Neubaupläne konnten wegen Meinungsunterschieden zwischen Investor und den städtischen Genehmigungsbehörden nicht wie geplant zeitnah erfolgen. Das Gebäude stand bis 2010 leer. Erst 2011 kam es zu einer Einigung. Der Altbau wurde entkernt und man begann mit dem Ausbau einschließlich der Anbringung einer neuen Fassade. In den neuen Komplex zogen ein Ärztezentrum, eine Beauty- und Wellness-Praxis, diverse Läden und Wohnungen ein. In das umgebaute Gebäude war zusätzlich auch das Grundstück von Gebäude Elisabethstraße Nr. 39/41 integriert worden. Die Fertigstellung des Neubaues erfolgte 2014. Der Bereich des Ärztehauses wurde im August 2014 eröffnet.
Neben den beiden neuen Bürokomplexen wurden inzwischen auch einzelne Wohnhäuser abgerissen und durch moderne Neubauten ersetzt. Beispielsweise wurde 2015 das Gebäude Nr. 4 abgerissen, neu gebaut und bis Ende 2016 fertiggestellt.
Der Neubau der Wehrhahn-Linie in Düsseldorf ab Ende 2007 führte auch auf der Elisabethstraße zeitweise zu erheblichen Behinderungen, da umfangreiche und zeitraubende Arbeiten im Untergrund der Straße durchgeführt werden mussten. Besonders betroffen hiervon war der nördliche Bereich der Straße am Graf-Adolf-Platz, wo unter der Elisabethstraße der U-Bahnhof Graf-Adolf-Platz entstand. Für die neue U-Bahn-Strecke wurde im Bereich der Kreuzung Fürstenwall am Kirchplatz im Verlauf der Elisabethstraße der U-Bahnhof Kirchplatz errichtet. Auch nach der Inbetriebnahme der neuen U-Bahn-Strecke Anfang 2016 waren noch weitere Arbeiten im Bereich der Elisabethstraße erforderlich. Zwar wurde der oberirdische Straßenbahnverkehr auf der Straße mit der Inbetriebnahme der neuen U-Bahn-Strecken Anfang 2016 beendet, jedoch ist eine Überarbeitung der Straße mit Rückbau der Straßenbahngleise noch durchzuführen. Bereits ab 2016 wurde eine neue Fahrradspur auf der Elisabethstraße angelegt, die von Nord nach Süd führt.

## Ausblick
Wie bei der Breiten Straße, der Kasernenstraße und der Friedrichstraße ist wegen der Stilllegung der oberirdischen Straßenbahnlinien noch eine Überarbeitung einschließlich einer Entfernung der Gleise erforderlich. Die Planungen hierfür sind Anfang 2018 noch nicht abgeschlossen.